# Cicindis horni
Cicindis horni is een keversoort uit de familie loopkevers (Carabidae). De wetenschappelijke naam van de soort is voor het eerst geldig gepubliceerd in 1908 door Bruch.
De soort komt voor in Argentinië.